# Сунья
Сунья — река в России, протекает в Ленинградской области. Исток — близ деревни Георгиевское. Устье реки находится в 84 км по правому берегу реки Тосны, близ деревни Гуммолово. Длина реки составляет 21 км, площадь водосборного бассейна 84,1 км². Высота устья — 36,1 м над уровнем моря.

## Данные водного реестра
По данным государственного водного реестра России относится к Балтийскому бассейновому округу, водохозяйственный участок реки — Нева, речной подбассейн реки — Нева и реки бассейна Ладожского озера (без подбассейна Свирь и Волхов, российская часть бассейнов). Относится к речному бассейну реки Нева (включая бассейны рек Онежского и Ладожского озера).
Код объекта в государственном водном реестре — 01040300312102000008760.